# 九州沖縄農業研究センター
九州沖縄農業研究センター（きゅうしゅうおきなわのうぎょうけんきゅうセンター）は、農業・食品産業技術総合研究機構の研究所の一つ。

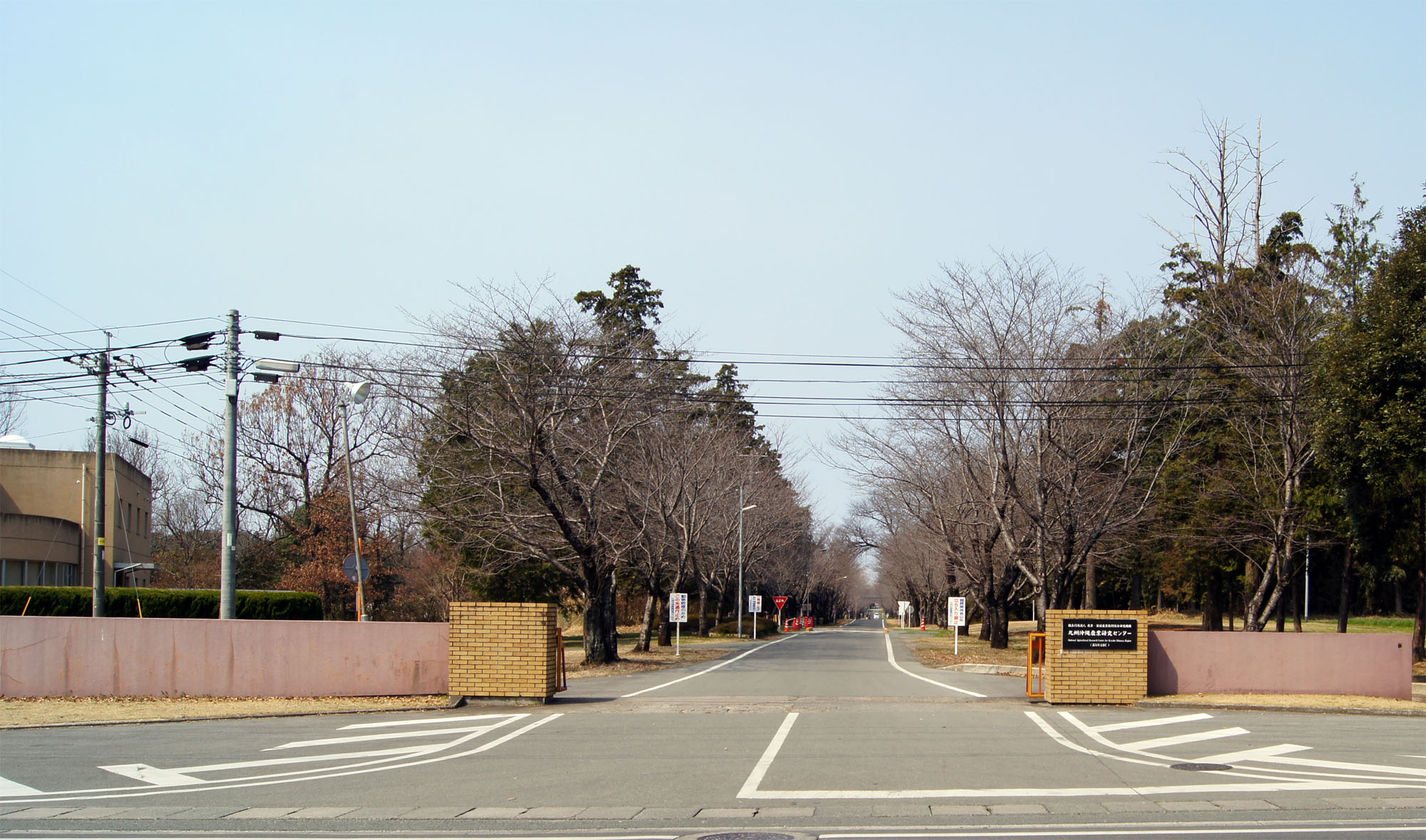
センター入口

## 概要
所在
- 本所：熊本県合志市大字須屋2421

所長：栗原光規
- 筑後・久留米研究拠点(筑後)：福岡県筑後市大字和泉496
- 筑後・久留米研究拠点(久留米)：福岡県久留米市御井町1823-1
- 都城研究拠点：宮崎県都城市横市町6651-2
- 種子島研究拠点：鹿児島県西之表市安納1742-1
- 糸満駐在：沖縄県糸満市真壁829
- 口之津カンキツ研究試験地：長崎県南島原市口之津町乙954

## 研究体制
- 企画部

企画室
産学連携室
- 技術支援センター

業務第1科(合志)
業務第2科(筑後)
業務第3科(都城)
- 水田作研究領域(筑後)

稲育種グループ
小麦・大麦育種グループ
水田栽培グループ
雑草・土壌管理グループ
水田作業体系グループ
- 畑作研究領域(都城)

サツマイモ育種グループ
トウモロコシグループ
畑機械・栽培グループ
畑作物生理・遺伝グループ
畑土壌管理グループ
- 園芸研究領域(久留米)

イチゴ育種グループ
イチゴ栽培グループ
施設野菜グループ
- 畜産草地研究領域(合志)

飼料作物育種グループ
飼料生産グループ
肉用牛生産グループ
畜産環境・乳牛グループ
- 作物開発利用研究領域(合志)

大豆・資源作物育種グループ
作物品質グループ
営農システムグループ
6次産業化グループ
さとうきび育種グループ(種子島)
- 生産環境研究領域(合志)

病害グループ
虫害グループ
線虫グループ
土壌肥料グループ
農業気象グループ
野菜病害虫管理グループ
熱帯性病害虫管理グループ(糸満)